# La Tourney
La Tourney ist eine Siedlung der Stadt Vieux Fort im Quarter (Distrikt) Vieux Fort im Westen des Inselstaates St. Lucia in der Karibik. 

## Geographie
Die Siedlung liegt zusammen mit La Retraite und Cedar Heights hinter dem Flughafen Hewanorra International, nördlich der Südspitze von St. Lucia.

## Klima
Nach dem Köppen-Geiger-System zeichnet sich La Tourney durch ein tropisches Klima mit der Kurzbezeichnung Af aus.